# Amanita chlorinosma
Amanita chlorinosma é um fungo que pertence ao gênero de cogumelos Amanita na ordem Agaricales. Foi descrito cientificamente pela primeira vez por Charles Horton Peck em 1878 quando recebeu o nome de Agaricus chlorinosmus.